# Ю Гіхин
Ю Гіхин (кор. 유기흥; нар. 11 жовтня 1947) — південнокорейський футболіст та тренер, виступав на позиції захисника.

## Кар'єра в збірній
Ю представляв Південну Корею як гравець у кваліфікаційному турнірі чемпіонату світу 1974 року, але не зміг національній команді допомогти пробитися до фінальної частини й незабаром завершив кар'єру футболіста.

## Кар'єра тренера
Згодом Ю став футбольним тренером. Він розпочав з команд Вищої школи Коджі (1981-1987) та Інчхонського університету (1989-1997).
Пізніше Ю вийшов на національний рівень. У 1992 році очолював Другу збірну Південної Кореї, яку привів до перемоги в Мерліон Кап. Потім ставтав помічником тренера збірної Кореї в 1993 році, на період кваліфікаційного турніру чемпіонату світу 1994. Однак на час фінальної стадії турніру посада дісталася Хо Джон Му, хоча, вочевидь, Ю залишився членом тренерського штабу. 
Після мундіалю 1994 він очолював жіночу збірну Південної Кореї (1999-2001). На жіночому чемпіонаті Азії 1999 році у 4-ох матчах групового етапу, кореянки виграла 3 матчі та зазнали 1 поразки, але цього виявилося недостатнім для виходу в півфінал. У травні 2002 року, після смерті Кан Бьон Чхана, тренував збірну Бутану. За невеликий період часу від вболівальників бутнаської збірної отримав прізвиська «Гіддінг Бутану» та «Євангеліст бутанського футболу». У 2003 році очолив Непалу. Очолював збірну на чемпіонаті Південної Азії 2003 року. Зокрема, привів непальську збірну до перемоги над збірної Бутану (2:0). Також тренував різні молодіжні непальські команди. 21 грудня 2007 року було оголошено, що Ю був найнятий на посаду тренера збірної Камбоджі. Це призначення, як повідомляється, стало частиною спонсорської угоди з корейською технологічною компанією на суму $ 205 тис. на рік, половина якої становила зарплату Ю. У 2014 року тренував клуб корейської К-Ліги 3 «Сеул Новон Юнайтед», але по завершенні сезону подав у відставку оскільки його команда посіла 14-те місце з 18-ти команд-учасниць.

## Досягнення

### Як тренера
Друга збірна Південної Кореї
- Мерліон Кап
  -  Володар (1): 1992